# Підтвердження консеквентом
Підтвердження консеквентом, також відоме як підтвердження висновком, помилкове обернення, або сплутання необхідності та достатності — формальна помилка прийняття істинного умовного твердження (наприклад, «Якби лампа була зламана, тоді в кімнаті було б темно»), і виведення неправильного висновку щодо зворотного висловлювання («У кімнаті темно, тому лампа зламана»), навіть якщо зворотний висновок може бути невірним. Це виникає, коли консеквент («в кімнаті буде темно») має більше ніж одну можливу умову (наприклад, «лампа не підключена» або «лампа в робочому стані, але вимкнена»).
Помилкове обернення часто зустрічається в повсякденному мисленні та спілкуванні і може бути результатом, серед інших причин, проблем із спілкуванням, неправильних уявлень про логіку та неврахування інших причин.
Протилежне твердження, доведення від супротивного, є вірною формою аргументації.

## Порушення правил конверсії
Пору́шення пра́вил конве́рсії — порушення правил конверсії (обертання) суджень в логіці, філософії та інших науках, які вивчають пізнання, що приводить до невірних висновків.
Порушення правил конверсії категоричних суджень може викликати появу софізмів. Дуже часто загально стверджувальне речення обертається без жодних обмежень, наприклад, висловлювання «всі державні службовці — управлінці» перетворюється на «всі управлінці — державні службовці». Однак, це неправильно. Тільки деякі, а не всі судження мають велике практичне значення. Незнання вищенаведених правил веде до дуже брутальних помилок. Наприклад, «певні депутати — мільярдери» обертається в судження «всі мільярдери — депутати». Тому, з висловлювання «всі доктори наук — науковці» не можна зробити висновок, що «всі науковці — доктори наук».
Якщо підмет за обширом є менший ніж присудок, то частково-стверджувальне судження обертається в загально-стверджувальне речення. наприклад: «Всяка державна влада має політичний характер, але кожна політична влада є державною владою. Це період двовладдя в Росії у 1917 році — влада Рад і Тимчасовий Уряд».

## Формальний опис
Підтвердженням консеквентом є дія, коли приймається істинне твердження {\displaystyle P\to Q} і недійсне обернене {\displaystyle Q\to P}. Назва підтвердження консеквентом походить від використання консеквента Q з твердження {\displaystyle P\to Q}, щоб підтвердити попереднє P. Формально цю логіку можна описати як {\displaystyle (P\to Q,Q)\to P} або, альтернативно {\displaystyle {\frac {P\to Q,Q}{\therefore P}}}.
Основною причиною такої логічної помилки іноді є нездатність усвідомити, що P є можливою умовою для Q, P може бути не єдиною умовою для Q, тобто Q також може випливати з іншої умови.
Підтвердження консеквентом також може бути результатом надмірного узагальнення досвіду багатьох тверджень, які «мають» істинні обернення. Якщо 'P' і Q є «еквівалентними» твердженнями, тобто {\displaystyle P\leftrightarrow Q}, ''можливо'' зробити висновок про P за умови Q. Наприклад, твердження «Сьогодні 13 серпня, тому мій день народження» {\displaystyle P\to Q} і «Сьогодні мій день народження, тому зараз 13 серпня» {\displaystyle Q\to P} еквівалентні й обидва істинні внаслідок твердження «13 серпня — мій день народження» (скорочена форма {\displaystyle P\leftrightarrow Q}). Використання одного твердження для висновку іншого не є прикладом підтвердження консеквентом, але деякі люди можуть неправильно застосувати підхід.

## Додаткові приклади
Приклад 1
Одним із способів продемонструвати недійсність цієї форми аргументу є контрприклад з істинними посилками, але очевидно хибним висновком. Наприклад:
Якщо Білл Гейтс володіє Форт-Нокс, то Білл Гейтс багатий.
Білл Гейтс багатий.
Отже, Білл Гейтс володіє Форт-Ноксом.
Володіння Форт-Ноксом — це не «єдиний» спосіб бути багатим. Існує деяка кількість інших способів розбагатіти.
Однак можна з упевненістю стверджувати, що «якщо хтось не багатий» («не-К»), то «ця людина не володіє Форт-Ноксом» («не-П»). Це контрапозитивне першому твердження, і воно має бути істинним тоді й лише тоді, коли вихідне твердження є істинним.
Приклад 2
Ось ще один корисний, очевидно помилковий приклад, але такий, який не вимагає знайомства з тим, хто такий Білл Гейтс і що таке Форт-Нокс:
Якщо тварина — собака, то у неї чотири ноги.
У моєї кішки чотири лапи.
Отже, мій кіт — собака.
Тут відразу інтуїтивно зрозуміло, що існує деяка кількість інших можливих умов («Якщо тварина — це олень…», «Якщо тварина — це слон…», «Якщо тварина — це лось…», " «і т. д.») може спричинити консеквент («тоді у нього чотири ноги»), і що безглуздо вважати, що наявність чотирьох ніг «повинна» означати, що тварина є собакою і нічим іншим. Це корисно як навчальний приклад, оскільки більшість людей можуть відразу визнати, що зроблений висновок має бути неправильним (інтуїтивно, кіт не може бути собакою), і, отже, метод, за допомогою якого він був досягнутий, має бути помилковим.
Приклад 3
Аргументи тієї самої форми іноді можуть здатися зовні переконливими, як у наступному прикладі:
Якби Браяна скинули з вершини Ейфелевої вежі, він був би мертвий.
Браян мертвий.
Тому Браяна скинули з вершини Ейфелевої вежі.
Бути скинутим з вершини Ейфелевої вежі не є «єдиною» причиною смерті, оскільки існує безліч різних причин смерті.
Підтвердження консеквентом зазвичай використовується в раціоналізації, і, таким чином, у деяких людей з'являється як механізм подолання.
Приклад 4
У романі Пастка-22, капелана допитують за те, що він нібито «Вашингтон Ірвінг»/«Ірвінг Вашингтон», який блокував значні порції листів солдатів додому. Полковник знайшов такого листа, але з підписом капелана.
«Ти вмієш читати, чи не так?» — саркастично наполягав полковник. «Автор підписався своїм ім'ям».
«Там моє ім'я».
«Тоді ви це написали. Q.E.D.»
«P» у цьому випадку — це «Капелан підписався своїм іменем», а «Q» «написано ім'я капелана». Ім'я капелана може бути написано, але лист не обов'язково написав він, як хибно приходить до висновку полковник".